# Albert Richard (homme politique)
Albert Théobald Richard, dit Albert Richard, né 20 septembre 1894 à Paris et mort le 22 mars 1940 à Pierrefitte, est un homme politique français. 
Syndicaliste, membre du Parti communiste français (PCF) et maire de Pierrefitte (Seine-Saint-Denis), il rejoint en 1936 le Parti populaire français (PPF) de Jacques Doriot.

## Biographie
Né en 1894, Albert Richard apprends jeune le métier d'ouvrier métallurgiste grâce à son père. Durant la Première Guerre mondiale, il rejoint les fusiliers marins et est gravement blessé lors de la bataille de l'Yser. Décoré de la médaille militaire et de la croix de guerre, il rentre à la vie civile et devient militant syndicaliste au sein du Syndicat unitaire des métaux de la Seine puis de l'Union syndicale unitaire des travailleurs de la Métallurgie de la région parisienne (en 1929). Au même moment, en 1919, il adhère à la Section française de l'Internationale ouvrière (SFIO) sous la bannière de laquelle il se présente sans succès aux élections municipales. A la suite du Congrès de Tours en 1920, il rejoint le Parti communiste français (PCF) et se représente toujours sans succès, en 1925, pour devenir conseiller municipal. Réélu en juin 1929 à la commission exécutive de l’Union des Métaux de la Seine, il est élu la même année maire de la commune de Pierrefitte (Seine-Saint-Denis). En 1934, il fonde, avec le communiste Henri Barbé, le Groupe de l'Unité visant à créer un front large regroupant radicaux et communistes et participe à des conférences avec Jacques Doriot.  
En 1935, ses électeurs le font élire à nouveau comme maire puis, en juin 1936, il rejoint, comme Pierre Dutilleul, le Parti populaire français (PPF) fondé par Jacques Doriot. En 1938, en raison d'un mauvais état de santé, il est obligé de suspendre son activité municipale pour aller faire une cure dans le Midi. En 1940, il succombe de sa maladie. 